# Thysanostoma
Thysanostomatidae es una familia de medusas verdaderas del Indo-Pacífico. Thysanostoma loriferum habita en un área que se extiende desde Filipinas, el archipiélago malayo hasta Hawái.
Según el Registro Mundial de Especies Marinas, esta familia incluye un género, Thysanostoma, con tres especies:
- Thysanostoma flagellatum (Haeckel, 1880)
- Thysanostoma loriferum (Ehrenberg, 1837)
- Thysanostoma thysanura Haeckel, 1880